# Скородумське
Скороду́мське (рос. Скородумское) — село у складі Ірбітського міського округу Свердловської області.
Населення — 322 особи (2010, 384 у 2002).
Національний склад населення станом на 2002 рік: росіяни — 92 %.